# Potępieńcy
Potępieńcy (ang. All the Devil’s Men) – brytyjski film akcji z 2018 roku w reżyserii Matthew Hope’a. Zdjęcia kręcono w Londynie, Dunsfold w hrabstwie Surrey oraz w Marrakeszu.

## Fabuła
Były komandos Collins rozpoczyna karierę jako łowca nagród. Tropi terrorystów na zlecenie CIA. Mężczyzna zostaje wysłany do Londynu, aby dopaść dawnego towarzysza broni. Na miejscu okazuje się, że zadanie jest wyjątkowo trudne, a przeciwnik nie podda się bez walki.

## Obsada
- Milo Gibson jako Collins
- Sylvia Hoeks jako Leigh
- William Fichtner jako Brennan
- Elliot Cowan jako McKnight
- Joseph Millson jako Deighton
- Gbenga Akinnagbe jako Samuelson
- Perry Fitzpatrick jako Logan

## Odbiór

### Krytyka
Film Potępieńcy spotkał się z negatywną reakcją krytyków. W serwisie Rotten Tomatoes 23% z trzynastu recenzji filmu jest pozytywne (średnia ocen wyniosła 4,65 na 10). Na portalu Metacritic średnia ocen z 4 recenzji wyniosła 27 punktów na 100.